# Taleteknologi
Taleteknologi betegner teknologi, der baserer sig på brugen af tale i kombination med computere eller computerstyrede systemer. Eksempler på produkter, der findes for dansk er f.eks. automatisk telefonomstilling, der typisk gør brug af talegenkendelse og indspillede prompter.
Eksempler på brug af talestyrede løsninger
Hvis man ringer til et nummer/firma, der gør brug af et sådant system, kan man, ved sige et navn på f.eks. en ansat i firmaet, kan blive stillet direkte over til den aktuelle personen – uden at komme i berøring med personer fra et omstillingsbord. Hvis systemet svigter, kan der være tilknyttet et call center som backup, som besvarer opkald, som system ikke kunne genkende. Fordelen ved løsninger af denne type er dels økonomiske besparelser, pga. at antallet af personer i f.eks. et omstillingsbord reduceres, dels at disse personer kan få mere interessante arbejdsopgaver end blot at skulle forbinde to personer.